# Jardín Botánico de Plantas Leñosas de Tharandt
El Jardín Botánico de Plantas Leñosas de Tharandt (en alemán : Forstbotanischer Garten Tharandt también conocido como Sächsisches Landesarboretum), es un arboreto y jardín botánico de 33.4 hectáreas administrado por la Technische Universität Dresden que se encuentra en Tharandt, Alemania.

## Localización
Localizado cerca de la aldea de Tharandt. 
Forstbotanischer Garten Tharandt Forstgarten 1, Tharandt, Sachsen, Deutschland-Alemania.50°59′3.71″N 13°34′41.48″E / 50.9843639, 13.5781889
Se encuentra abierto a diario excepto los martes, durante los meses cálidos del año. Se cobra una tarifa de entrada.

## Historia
El arboreto fue establecido en 1811 por Heinrich Cotta (1763–1844), fundador de la "Forstliche Hochschule Tharandt" (Escuela Forestal de Tharandt). 
En 1816 fue incorporado en la Real Academia de Silvicultura de Sajonia y en 1842 se edificó el "Schweizerhaus Tharandt", un edificio en estilo Suizo que actualmente alberga el museo del arboreto. 
Ha incrementado su extensión en varias ocasiones, la más reciente en 1998 con una nueva sección de Norteamérica con 15 hectáreas.

## Colecciones
El jardín cultiva actualmente unas 2000 especies, y variedades de especies leñosas.

## Enlaces externos

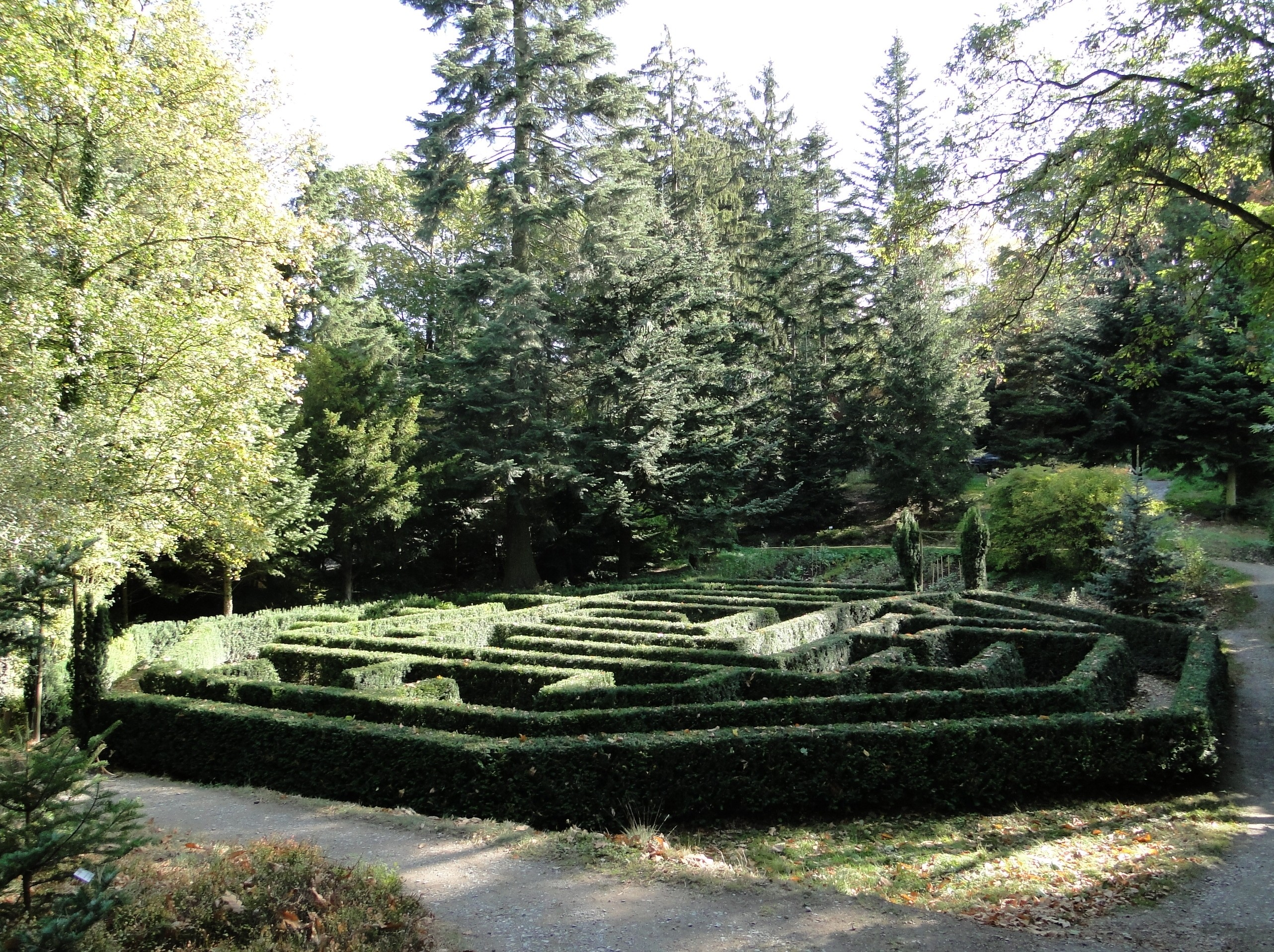
Laberinto para los pequeños en el Forstbotanischer Garten